# Near Death Condition
Near Death Condition ist eine schweizerische Death-Metal-Band aus dem Kanton Wallis, die im Jahr 2001 gegründet wurde.

## Geschichte
Die Band wurde im Jahr 2001 gegründet. Zusammen studierten sie die ersten Stücke ein und nahmen ihr erstes Demoalbum namens Delusional Perception of Reality im Jahr 2005 auf. Die Band spielte die ersten Live-Auftritte und teilte dabei die Bühnen mit Bands wie Origin, Hour of Penance, Lay Down Rotten, Darkane, Slit und Prejudice. Im Jahr 2007 begann die Band mit den Arbeiten an neuen Stücken. 
Im Jahr 2009 nahm sie das Album The Disembodied – In Spiritual Spheres in ihrem eigenen Studio auf. Das Album wurde im polnischen Hertz Recording Studio abgemischt und gemastert, mit denen bereits andere Bands wie Vader, Decapitated, Behemoth und Kronos zusammengearbeitet hatten. Die Band unterschrieb außerdem einen Vertrag für drei Alben bei Unique Leader Records. Das Album wurde im Jahr 2011 bei diesem Label veröffentlicht.

## Stil
Charakteristisch für die Band ist das durch einen Drumcomputer erstellte, schnelle Schlagzeugspiel sowie der extrem tiefe, gutturale Gesang.

## Diskografie
- 2005: Delusional Perception of Reality (Album, Eigenveröffentlichung)
- 2011: The Disembodied – In Spiritual Spheres (Album, Unique Leader Records)
- 2014: Evolving Towards Extinction (Album, Unique Leader Records)